# Détective
Détective é um filme francês do gênero suspense associado com espionagem dirigido por Jean-Luc Godard lançado em 1985. Foi inscrito no Festival de Cinema de Cannes de 1985.

## Enredo
O filme se passa inteiramente dentro e ao redor de um grande hotel. William era o detetive particular do hotel, mas foi despedido dois anos antes, quando não foi capaz de descobrir quem matou um hóspede conhecido apenas como Príncipe. No início do filme, William está hospedado no hotel, determinado a resolver o caso. Ajudando-o estão seu sobrinho, o inspetor Neveau, e a namorada de Neveau, Arielle. Emile está no hotel para saldar uma dívida com Jim Fox Warner, um promotor de lutas. O serviço de transporte aéreo de Emile está falhando, assim como seu casamento com Françoise, que se junta a ele no hotel e acaba tendo um caso com Jim. Também estão em cena Tiger Jones, o protegido de Jim, e um velho mafioso, que parece estar em uma jornada interminável pelo saguão do hotel acompanhado por uma jovem.

## Elenco
Compõem o elenco do filme:
- Claude Brasseur como Emile Chenal
- Nathalie Baye como Françoise Chenal
- Johnny Hallyday como Jim Fox Warner
- Laurent Terzieff como William Prospero
- Aurelle Doazan como Arielle
- Jean-Pierre Léaud como Inspetor Neveu
- Alain Cuny como Velho Mafioso
- Emmanuelle Seigner como Princesa das Bahamas
- Julie Delpy como Jovem sábia

## Recepção da crítica
Nigel Andrews, do jornal estadunidense Financial Times, fez crítica positiva ao filme e anotou que: "Uma ou duas vezes pensei ter visto um tema, da mesma forma que um observador de pássaros após uma longa vigília na madrugada gelada pode pensar que viu um pássaro raro."

## Godard e Détective
Déctetive é um dos poucos filmes de Godard que o próprio cineasta não escreveu. É um filme encomendado pelo seu produtor Alain Sarde, que procurava recuperar o dinheiro necessário para terminar o filme anterior de Godard, Je vous salue Marie, e que escreveu o roteiro com Philippe Setbon.
Com o slogan “um thriller de Godard”, Sarde quis associar o nome midiático do cineasta ao gênero comercial dos filmes de detetive. Um conjunto de estrelas (Nathalie Baye, Johnny Hallyday, Claude Brasseur, Laurent Terzieff, Stéphane Ferrara, Alain Cuny) aumentaria as chances do filme nas bilheterias. Godard também contratou jovens atrizes (Emmanuelle Seigner, Ann-Gisel Glass e Julie Delpy).
A apresentação do filme em competição no Festival de Cannes de 1985 é marcada pela frase do preenchimento de Godard por Noël Godin na entrada da conferência de imprensa durante a qual Godard declarou: “Eu faço filmes para sabe por que eu os faço".

## Influência cinematográfica
Este filme de Godard inspirou notavelmente o diretor Mathieu Amalric quando este, para multiplicar os locais de filmagem, decidiu utilizar um hotel como cenário para o seu filme L'Illusion comique (2010), baseado em Pierre Corneille.